# Piazza I Viceré
La piazza I Viceré di Catania, realizzata tra il 1995 e il 1998, è situata nel quartiere nord di Barriera/Canalicchio.
È collocata accanto al castello di  via Leucatia, nel sito chiamato Belvedere da Federico De Roberto nel romanzo di cui la piazza porta il nome. Il complesso si trova a trecento metri dalla sorgente della "Licatìa", che alimentava l'acquedotto romano che ivi esisteva nel III secolo.

## Storia

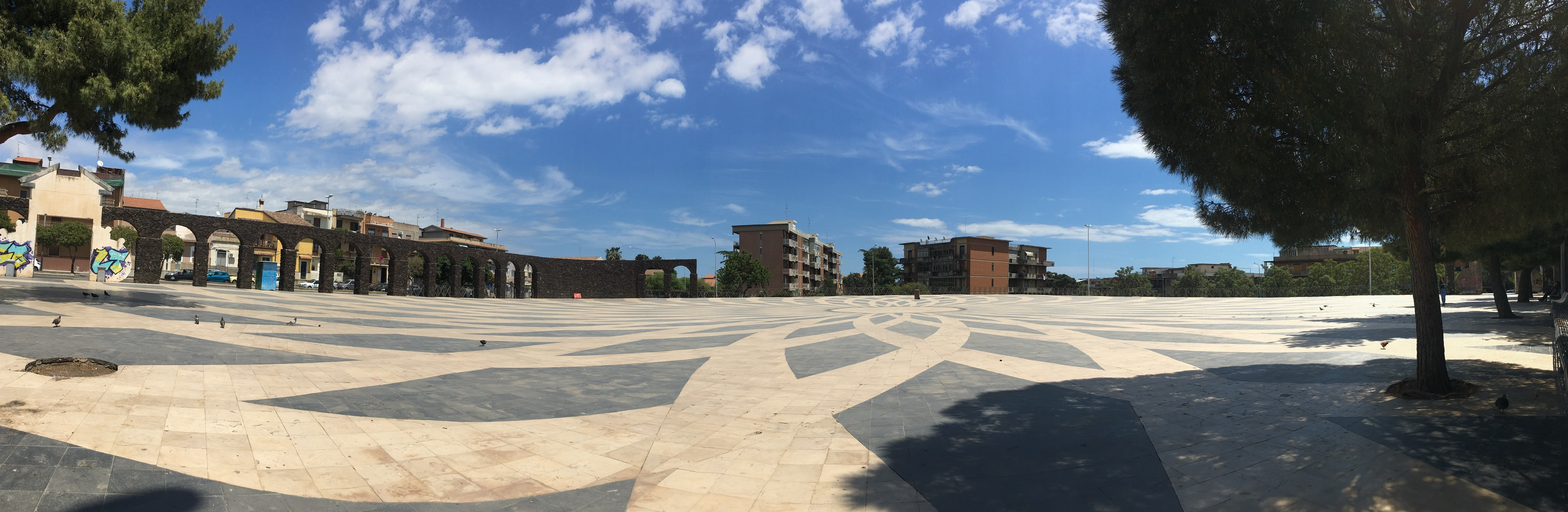
L'interno della piazza.

Per la realizzazione della piazza l'architetto Ivan Castrogiovanni, progettista e direttore dei lavori, si è ispirato al seicentesco acquedotto dei Benedettini, i cui ruderi furono demoliti negli anni Sessanta per consentire la realizzazione di un'edilizia intensiva.
L'insieme di piazza e parco occupa una superficie di oltre diecimila metri quadri, per circa metà costituiti dalla piazza vera e propria. Nell'archeggiato e nei portali sono stati utilizzati sistemi costruttivi simili a quelli romani e settecenteschi (ad esempio casserature in legno per realizzare le arcate con intradossi in pomici, e lastre di piombo interposte tra i grossi conci in compressione). I materiali utilizzati sono stati la pietra lavica, di diverso colore (dal nero al rosso) e consistenza ("occhio di pernice", "pelorosso"), e il travertino latteo di Trani. La piazza è costituita da uno spazio nudo con pavimentazione di notevole effetto ottico, leggermente concava.
Nello spazio rimanente è situato un giardino con vialetti "a passi perduti", dotato di essenze quali il pino pinaster, il cipresso, il tiglio, la quercia, la jacaranda. A ovest, a nord ed a sud, lungo il perimetro del complesso, sorgono tre portali in pietra lavica, scolpiti con motivi fogliari e volute che richiamano le facciate delle chiese di via dei Crociferi e dell'architettura settecentesca della provincia etnea.